# 징양구

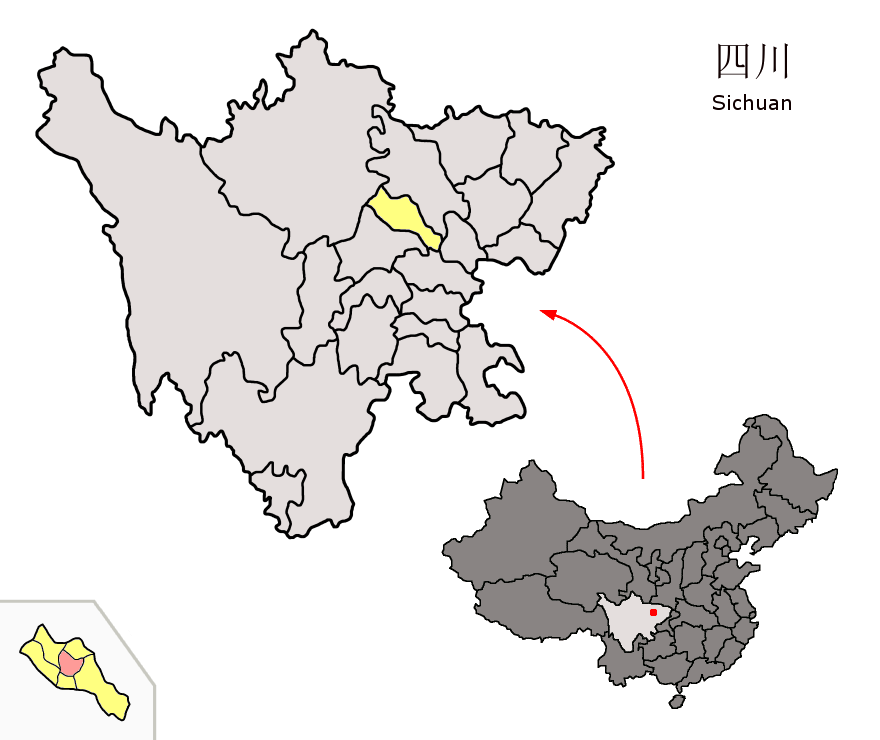
징양 구의 위치

징양구(한국어: 정양구, 중국어: 旌阳区, 병음: Jīngyáng Qū)는 중화인민공화국 쓰촨성 더양 시의 현급 행정구역이다. 넓이는 648km2이고, 인구는 2007년 기준으로 650,000명이다.

## 기후
연평균 기온은 16℃이고 연평균 강수량은 916.6mm이다.

## 행정 구역
5개 가도, 11개 진, 1개 향을 관할한다.
- 가도: 旌阳街道, 城南街道, 城北街道, 旌东街道, 工农街道.
- 진: 黄许镇, 孝泉镇, 八角井镇, 柏隆镇, 孝感镇, 天元镇, 扬嘉镇, 德新镇, 双东镇, 新中镇, 和新镇.
- 향: 东湖乡.